# Punta di Grifone
La Punta di Grifone, o più comunemente Punta Grifone, è una montagna delle Alpi Graie della Catena Rocciamelone-Charbonnel, alta 2.406 m s.l.m., situata in Piemonte.

## Descrizione

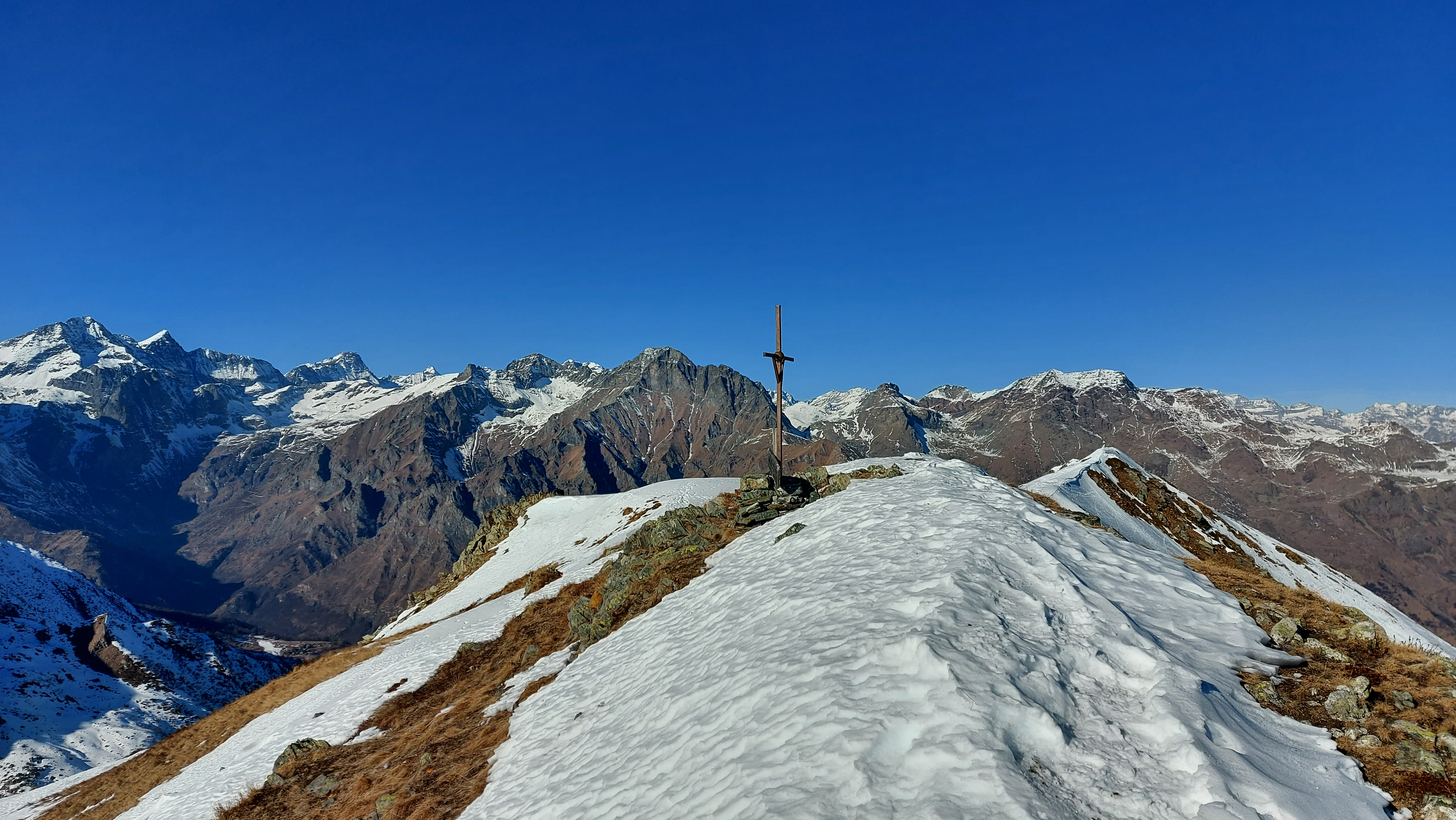
la vetta della montagna contornata dalle montagne della valle di Lanzo.

La montagna si trova al confine tra la Valle di Susa e la Valle di Viù, sulla cui vetta passa il confine dei territori comunali di Condove e Lemie. È composta di due cime separate da una cresta piatta lunga circa 300 metri: la punta sud è alta 2.404 m s.l.m., la nord-ovest 2.406.

## Ascesa alla vetta
La salita dal condovese si esegue raggiungendo  dapprima la Punta Sbaron e poi per cresta la meta. Abitualmente la punta sud è la fine dell'escursione. È anche possibile raggiungere la cima dalla dorsale NO, partendo dal Colle Portia o dall'alpe omonima.
Dal lemiese invece è possibile salire dalla borgata Sant'Antonio, puntando vero l'Alpe Grifone e poi la cresta.